# Kryptokatholizismus
Kryptokatholizismus bezeichnet einen nur insgeheim praktizierten römisch-katholischen Glauben. Dies geschah häufig, um religiöser Verfolgung zu entgehen, wie z. B. in England unter Elisabeth I. Ebenfalls – meist abfällig – als Kryptokatholizismus bezeichnet werden verschiedene Strömungen innerhalb der protestantischen Kirchen, unter anderem die Synkretisten des 17. Jahrhunderts und die verschiedenen hochkirchlichen Bewegungen wie der Anglo-Katholizismus und die liturgische Bewegung.

## Synkretisten
Die Synkretisten des 16. Jahrhunderts waren eine Strömung innerhalb der Lutherischen Orthodoxie, die sich gegen die Enge der lutherischen Orthodoxie wandte.
Maßgeblich war der Helmstedter Theologe Georg Calixt (1586–1656), der das Allgemein-Christliche im Dogma der ersten fünf Jahrhunderte (consensus quinquesaecularis) und so das Christentum auf wesentliche heilsnotwendige Glaubenssätze (articuli fundamentales) zu beschränken suchte. 
Die Idee der Schaffung einer aus Lutheranern, Reformierten und Katholiken vereinigten Universalkirche galt den ersteren als Verrat und wurde von allen Parteien mit gleicher Vehemenz abgewiesen.
Der synkretistische Streit wurde weder beim „liebreichen Thorner Religionsgespräch“ 1645 noch später beigelegt.

### Einführungen
- Inge Mager: Georg Calixt. In: Gestalten der Kirchengeschichte. Bd. 7, Stuttgart 1982, S. 137–148.
- Inge Mager: Georg Calixt. Werke in Auswahl. 4 Bde. Vandenhoeck & Ruprecht, Göttingen 1970–1982. (Bd. 1: Einleitung in die Theologie, 1978; Bd. 2: Dogmatische Schriften, 1982; Bd. 3: Ethische Schriften, 1970; Bd. 4: Schriften zur Eschatologie, 1972)
- Christoph Böttigheimer: Zwischen Polemik und Irenik. Die Theologie der einen Kirche bei Georg Calixt. Studien zur systematischen Theologie und Ethik 7. Lit Verl., Münster 1996, ISBN 3-8258-2837-9
- Heinrich Schmid: Geschichte der synkretistischen Streitigkeiten in der Zeit des Georg Calixt. Carl Heyder, Erlangen 1846
- W. Gaß: Georg Calixt und der Synkretismus. Eine dogmenhistorische Abhandlung. Gosohorsky, Breslau 1846
- Friedrich Wilhelm Bautz: CALIXT, Georg. In: Biographisch-Bibliographisches Kirchenlexikon (BBKL). Band 1, Bautz, Hamm 1975. 2., unveränderte Auflage. Hamm 1990, ISBN 3-88309-013-1, Sp. 861–863 (Artikel/Artikelanfang im Internet-Archive).

### Einzelstudien
- Friedrich Wilhelm Kantzenbach: Das Ringen um die Einheit der Kirche im Jahrhundert der Reformation. Vertreter, Quellen und Motive des „ökumenischen“ Gedankens von Erasmus von Rotterdam bis Georg Calixt. Evang. Verlagswerk, Stuttgart 1957.
- Johannes Wallmann: Der Theologiebegriff bei Johann Gerhard und Georg Calixt. Beiträge zur historischen Theologie 30. Mohr, Tübingen 1961
- Hermann Schüssler: Georg Calixt. Theologie und Kirchenpolitik. Eine Studie zur Ökumenizität des Luthertums. Veröffentlichungen des Instituts für Europäische Geschichte Mainz 25. Steiner, Wiesbaden 1961
- Inge Mager: Georg Calixts theologische Ethik und ihre Nachwirkungen. Studien zur Kirchengeschichte Niedersachsens 19. Vandenhoeck & Ruprecht, Göttingen 1969. (Diss. 1969)
- Peter Engel: Die eine Wahrheit in der gespaltenen Christenheit. Untersuchungen zur Theologie Georg Calixts. Göttinger theologische Arbeiten 4. Vandenhoeck & Ruprecht, Göttingen 1976
- Inge Mager: Brüderlichkeit und Einheit. Georg Calixt und das Thorner Religionsgespräch 1645. In: Thorn. Königin der Weichsel 1231–1981, hg. v. B. Jähnig und P. Letkemann, Göttingen 1981, S. 209–238
- Inge Mager: Spiritualität und Rationalität. Johann Arndt und Georg Calixt in Norddeutschland im 17. Jahrhundert. In: JGNKG 90, 1992, S. 31–41
- Claus Bernet: Simultanbau und Kirchturm: Die Sichtbarkeit des konfessionellen Elements in der Stadtarchitektur anhand von Beispielen aus Mannheim, Mühlheim und Karlsruhe. In: Rhein-Maas. Studien zur Geschichte, Sprache und Kultur, 1, 2010, S. 123–149.